# Juma Butabika
Juma Ali Oka Rokoni (mort en avril 1979), communément appelé Juma Butabika, est un officier militaire ougandais qui a servi comme commandant en chef de l'armée ougandaise (en) sous la dictature d'Idi Amin. Malgré son comportement erratique et ses abus de pouvoir, il est très influent, détient d'importants commandements militaires et est longtemps président du tribunal militaire ougandais utilisé par Amin pour éliminer les dissidents politiques et ses rivaux. En commandant une attaque non autorisée contre la Tanzanie en octobre 1978, Butabika est responsable du déclenchement de la guerre ougando-tanzanienne qui aboutit à sa mort au combat, probablement pendant ou peu de temps avant la bataille de Kampala.

## Biographie

### Jusqu'au coup d'État de 1971
Né sous le nom de Juma Ali Oka Rokoni, Butabika est d'origine nubienne et kakwa, et petit-fils du sultan des Kakwa, Ali Kenyi Dada, ainsi que le cousin du père d'Idi Amin. N'ayant suivi que quelques années d'enseignement primaire, il est certainement analphabète,.
Butabika a rejoint l'armée ougandaise (en) et y devient sous-lieutenant sous Milton Obote. Certaines parties de l'armée préparent un complot visant à destituer Obote; Butabika rejoint les conspirateurs et leur coup d'État est planifié chez lui. Le plan initial est de faire sauter l'avion d'Obote à l'aéroport international d'Entebbe le 24 janvier 1971, mais la femme de Butabika informe son beau-frère Ahmad Oduka, surintendant principal de la police, du complot. Il est censé être parmi les passagers de l'avion et sa belle-sœur l'exhorte à rester à la maison ce jour-là pour lui sauver la vie. Oduka, cependant, est fidèle au gouvernement et informe le ministre de l'Intérieur Basil Kiiza Bataringaya (en). Len coup d'État du 25 janvier 1971 réussit bien, et le gouvernement est renversé. Amin est initialement réticent à prendre le poste ; Butabika l'aurait tenu en joue et forcé à devenir président de l'Ouganda. Pendant ce temps, la femme de Butabika fuit la capitale, ayant peur des représailles après avoir fait fuiter le plan de la veille.
Peu après le coup d'État, Butabika est impliqué dans l'enlèvement et le meurtre de deux citoyens américains vers juillet 1971, le journaliste Nicholas Stroh et le professeur de l'université Makerere Robert Siedle. Les deux hommes ont tenté de recueillir des informations sur les mutineries qui ont éclaté parmi certaines unités militaires ougandaises à la suite de la prise du pouvoir par Amin.

### Carrière sous le régime d'Amin
Butabika devient l'une des principales personnalités militaires sous le nouveau régime. Malgré cela, il est largement considéré comme fou en Ouganda, même par ses propres collègues de l'armée. Il est connu pour son comportement excentrique, et sa brutalité extrême. Le gouvernement lui permet de tuer et de torturer à volonté,,. Son surnom, Butabika, vient de l'hôpital de Butabika (en), une clinique psychiatrique près de Kampala,,, et désigne par extension les personnes atteintes d'une maladie mentale en Ouganda,.
La plupart des sources affirment qu'il devient lieutenant colonel sous Amin, ; d'autres, dont le colonel Abdu Kisuule, affirment qu'il a été général. Le journal ougandais The Independent affirme qu'il est lieutenant général à la fin 1978. Il est cependant à noter que les grades militaires sont très aléatoires sous Amin et que le pouvoir découle plutôt de la proximité d'une personne donnée au président.
Butabika prend la tête d'unités d'élite particulièrement fidèles à Amin, notamment le bataillon Chui et le bataillon Malire,,. Au fil du temps, des éléments de l'armée se rebellent contre le régime d'Amin. Le brigadier Charles Arube organise une réunion de commandants de haut rang en mars 1974. Butabika y est présent et a propose à Arube son aide dans les cas où il se sent ignoré par le président. Peu de temps après, Arube essaie d'évincer Amin lors du soulèvement d'Arube (en). Le bataillon Malire se mutine, mais Butabika est resté fidèle à Amin. Le coup d'État d'Arube échoue,.
Butabika est nommé président du tribunal militaire ougandais en 1973. Le tribunal militaire est mis en place par Amin pour contourner les tribunaux ordinaires et appliquer ses décisions, et a la réputation d'entériner les condamnations à mort d'Amin. Selon Amnesty International, les tribunaux présidés par Butabika sont des tribunaux fantoches et rendent des jugements sans tenir compte des lois ou de la procédure appropriée. Il improvise régulièrement des peines. Il acquitte aussi plusieurs hauts responsables militaires accusés d'avoir participé à la disparition forcée de 18 personnalités ougandaises. En revanche, il rend des jugements extrêmement sévères contre les opposants au régime. Un dissident ougandais note que les tribunaux du lieutenant-colonel aboutissent généralement à la mort de l'accusé : ils sont exécutés immédiatement ou relâchés seulement pour être arrêtés et assassinés par les services secrets ougandais, le State Research Bureau (en).
Butabika préside plusieurs cas importants, comme lorsqu'il condamne à mort l'auteur britannique Denis Hills en 1975 pour avoir qualifié Amin de « tyran de village »,. Deux ans plus tard, il fait condamner 12 hommes à mort pour avoir conspiré ) assassiner Amin lors de l'opération Mafuta Mingi, après avoir obtenu des aveux sous la torture. Il acquitte Wod Okello Lawoko, directeur principal de Radio Uganda (en), après que ce dernier soit tombé en disgrâce auprès d'Amin et ait été arrêté pour trahison. Fin 1976, Butabika est démis de ses fonctions pour corruption, puis réintégré.

### Guerre ougando-tanzanienne et mort

Carte de la lang=fr, y compris le territoire capturé par l'armée ougandaise lors de l' (bleu foncé)

En 1978, des rapports font état de plans d'invasion de l'Ouganda par les Forces de défense du peuple tanzanien. Butabika soutient une frappe préventive contre la Tanzanie,, tandis que d'autres officiers ougandais de premier plan estiment que l'armée n'est pas prête pour un conflit avec la Tanzanie. La situation s'envenime le 9 octobre 1978 lorsqu'une altercation éclate entre un soldat ougandais et des gardes-frontières tanzaniens. L'un des proches conseillers d'Amin, le colonel Abdu Kisuule, affirme plus tard que tout l'incident a été orchestré par Butabika,. Selon cette version, le soldat ougandais qui a provoqué l'altercation est le beau-frère de Butabika, et sa mort dans une fusillade avec des Tanzaniens a poussé Butabika à se venger,. D'autres rapportent cependant que l'identité exacte du soldat ougandais reste inconnue, et que Butabika a entendu un faux rapport sur l'incident ; dans ce cas, il est possible qu'il ait réellement cru que les gardes-frontières tanzaniens avaient déclenché les hostilités,.
Butabika a ordonne une attaque non autorisée contre la Tanzanie, l'invasion de Kagera (en), entraînant le déclenchement de la guerre ougando-tanzanienne,. Ses forces envahissent Mutukula et Minziro (en), puis il téléphone à Amin, affirmant que la Tanzanie a lancé une attaque et qu'il a répliqué. Le président, qui parle depuis longtemps d'annexer le territoire tanzanien, permet à l'invasion de se poursuivre. Recevant le renfort d'autres détachements de l'armée ougandaise, Butabika occupe tout le nord de la région de Kagera jusqu'à s'arrêter au pont de Kyaka (en), qui est détruit,,.
L'armée tanzanienne se regroupe rapidement, obligeant l'armée ougandaise à se retirer en Ouganda alors même que le président Amin déclare l'annexion de Kagera. Les Tanzaniens lancent une vaste contre-offensive et l'armée ougandaise se désintègre rapidement sous l'assaut,. Au moment de la bataille de Mutukula (en) en janvier 1979, première grosse défaite des Ougandais, Butabika est de retour à Kampala et prépare les célébrations du 8e anniversaire du règne d'Amin. Le lieutenant-colonel participe à un défilé à Kololo le 25 janvier, où lui et d'autres commandants de haut rang exécutent une danse traditionnelle nubienne.
Butabika meurt au combat vers la fin de la guerre, à une date et dans des conditions inconnues,. Selon un article du journal ougandais Daily Monitor, il meurt lors de la chute de Kampala. Le 10 avril 1979, les forces tanzaniennes et leurs alliés du Front de libération nationale de l'Ouganda entrent dans la ville, ne rencontrant qu'une légère résistance. Butabika aurait été l'un des rares commandants ougandais de premier plan à rester dans la ville et aurait été tué lors d'un échange de tirs avec des soldats tanzaniens des 205e et 208e brigades dans la zone Bwaise (en)-Kawempe (en) alors qu'ils tentent de sécuriser la partie nord de la ville le 11 avril. Le journaliste tanzanien Baldwin Mzirai écrit que Butabika aurait été tué à un barrage routier tanzanien sur la route de Bombo le 7 avril 1979. Le journaliste Thomas Lowman affirme que Butabika aurait survécu à la guerre et serait parti en exil au Soudan.